# اريك غافني
اريك غافني (بالإنجليزية: Eric Gaffney)‏ هو مغني وكاتب أغاني أمريكي، ولد في 25 ديسمبر 1967 في كامبريدج في الولايات المتحدة.

## وصلات خارجية
- اريك غافني على موقع ميوزك برينز (الإنجليزية)
- اريك غافني على موقع أول ميوزيك (الإنجليزية)
- اريك غافني على موقع ديسكوغز (الإنجليزية)